# نهر باتالها
نهر باتالها هو نهر بطول 167 كم  بولاية ساو باولو في جنوب شرق البرازيل . وهو رافد الايسر لنهر تيتي.